# Молдовичи

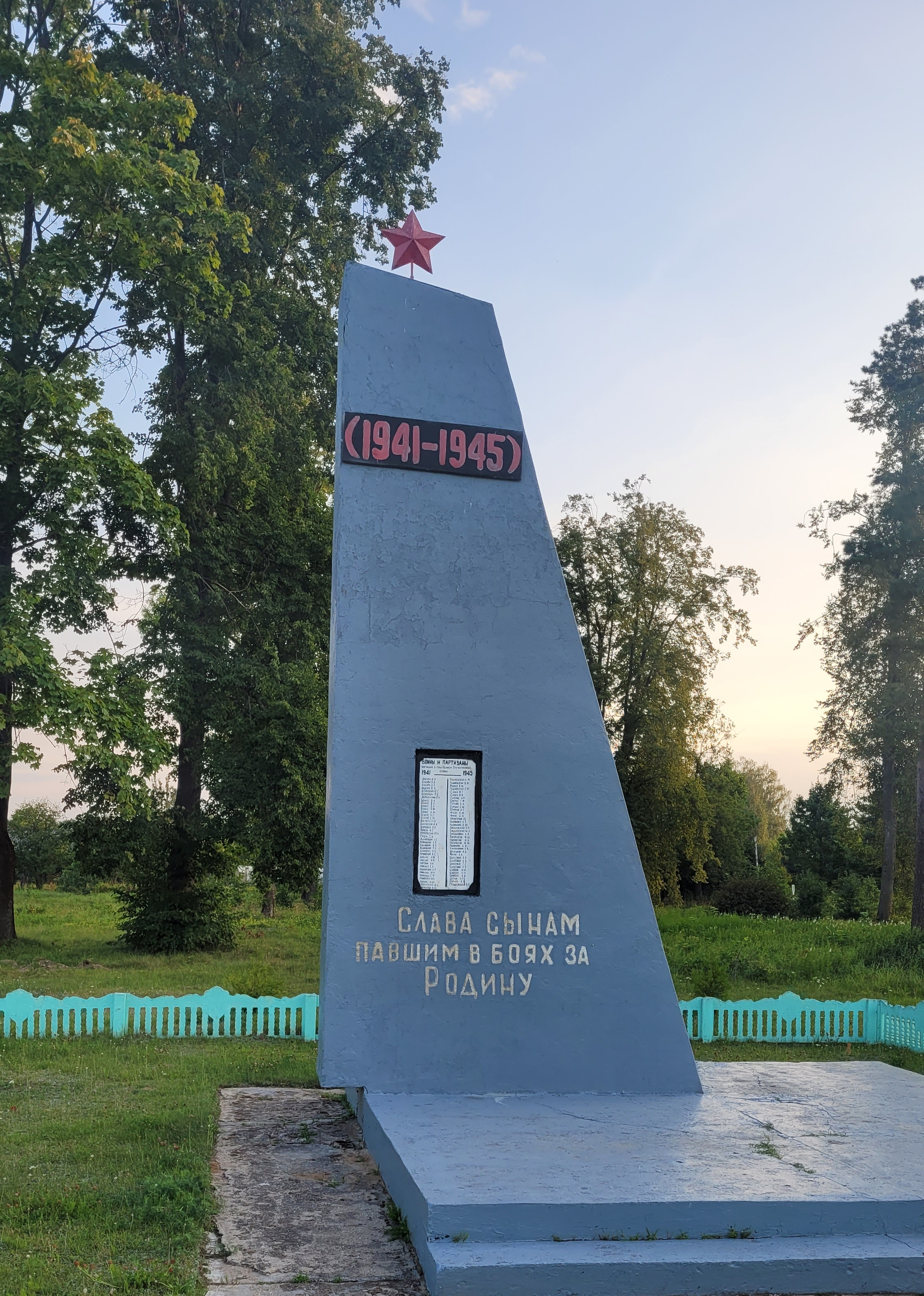
Памятник воинам, погибшим во время Великой Отечественной войны, в деревне Молдовичи.

Молдовичи — деревня в Дятловском районе Гродненской области Белоруссии.

## География
Молдовичи находятся в 20 км к юго-западу от Дятлово, 164 км от Гродно, 30 км от железнодорожной станции Новоельня.
Ближайшим населённым пунктом являются деревня Скипоровичи с которыми Молдовичи соединены автомобильной дорогой местного значения Н6093 Медвиновичи — Лозки — Молдовичи. Рядом с деревней проходит магистраль М11 E 85 Граница Литовской Республики — Лида — Слоним — Бытень. Восточнее деревни Молдовичи находится исток реки Трицевка (правый приток реки Щара)

## История
В 1880 году Молдовичи— деревня в Козловской волости Слонимского уезда Гродненской губернии (81 житель). В 1905 году — 137 жителей В 1923 году в деревне было 27 хозяйств, 136 жителей.
В сентябре 1939 года Молдовичи вошли в состав БССР.
В 1996 году Молдовичи входили в состав Гербелевичского сельсовета и колхоза «Искра». В деревне имелось 70 хозяйства, проживало 150 человека.
13 июля 2007 года Молдовичи были переданы из упразднённого Гербелевичского сельсовета в Козловщинский поселковый совет.
26 декабря 2013 года деревня вместе с другими населёнными пунктами, ранее входившими в состав Козловщинского поссовета, была включена в новообразованный Козловщинский сельсовет.